# Parti des vertus républicaines
Le  Parti des vertus républicaines (PVR) est créé à Kinshasa, capitale de la République démocratique du Congo le 2 février 2000. sa devise est  Liberté -Solidarité - Progrès.
L'emblème du PVR contient des armoiries comprenant deux rameaux symbole de la liberté, soutenus par deux bras typifiant la solidarité, l'ensemble est gravé sur un fond bleu synonyme de la richesse qui conduit au progrès. Le slogan du parti est : « Toujours! Plus haut ! ».
Le P.V.R. est un parti national, il regroupe, sans distinction de croyances philosophiques ou religieuses, de sexe, de tribu, tous les fils et filles du Congo qui font leur l'idéal et le principe de l'humanisme communautaire. L'adhésion au Parti est libre et individuelle. Elle ne conditionne pas l'exercice et la jouissance des droits politiques.
Le Parti des Vertus Républicaines comprend quatre catégories de membres :
- les membres fondateurs
- les membres adhérents
- les membres sympathisants
- les membres d'honneur ou de soutien.

Les organes centraux du P.V.R. sont:
- le Congrès
- le Conseil de surveillance
- le Conseil national
- le Bureau politique. Il se compose de 43 membres dont :
  - le président national
  - les 4 vice-présidents nationaux
  - le secrétaire général
  - les 3 secrétaires généraux adjoints
  - les 28 secrétaires nationaux
  - les 6 secrétaires nationaux adjoints.